# Edgardo Seoane Corrales

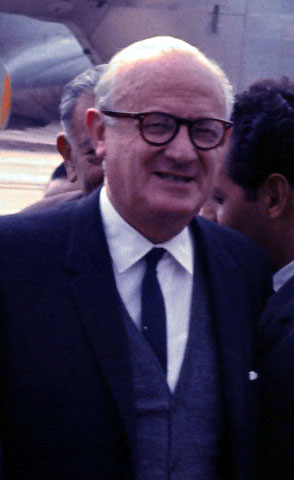
Edgardo Seoane Corrales (1968)

Edgardo Seoane Corrales (* 15. Mai 1903 in Chorrillos; † 25. Mai 1978 in Lima) war ein peruanischer Politiker und Diplomat, der unter anderem zwischen 1963 und 1968 Erster Vizepräsident sowie zugleich 1967 Premierminister war.

## Leben

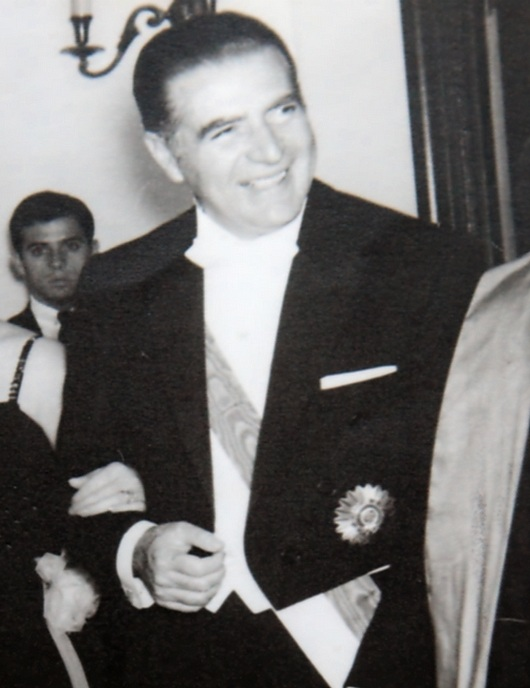
Unter Staatspräsident Fernando Belaúnde Terry war Seone von 1963 bis 1968 Erster Vizepräsident und zugleich 1967 Premierminister sowie Außenminister.

Edgardo Seoane Corrales war der Sohn von Guillermo Alejandro Seoane Avellafuertes (1848–1924), der unter anderem Minister für Justiz und Unterricht, Gesandter in Brasilien, Argentinien, Uruguay und Chile sowie Mitglied der Abgeordnetenkammer war, und Manuela Corrales Melgar. Sein älterer Bruder war der Politiker und Diplomat Manuel Seoane Corrales (1900–1963), der Abgeordneter, Senator sowie Botschafter in den Niederlanden und Chile war. Er selbst absolvierte ein Studium der Agrarwissenschaften an der Escuela Nacional de Agricultura und war nach dessen Abschluss als Agraringenieur sowie Verwalter von verschiedenen Haziendas tätig.
Seone trat der am 7. Juli 1956 von Fernando Belaúnde Terry gegründeten Volksaktion AP (Acción Popular) bei und war nach Belaúnde Terrys Wahl zum Staatspräsidenten zwischen dem 28. Juli 1963 und dem 3. Oktober 1968 Erster Vizepräsident (1.° Vicepresidente de la República del Perú). Als Vizepräsident besuchte er 1964 Spanien und lehnte am 8. Mai 1965 jegliche Zusammenarbeit der der AP mit der Amerikanischen Revolutionären Volksallianz APRA (Alianza Popular Revolucionaria Americana) von Víctor Raúl Haya de la Torre ab.
Zugleich fungierte er zwischen 1965 und 1967 als Botschafter in Mexiko. Am 6. September 1967 ernannte ihn Staatspräsident Belaúnde Terry als Nachfolger von Daniel Becerra de la Flor zum Premierminister (Presidente del Consejo de Ministros) berufen. Er bekleidete dieses Amt bis zum 17. November 1967, woraufhin Raúl Ferrero Rebagliati seine Nachfolge antrat. In seinem Kabinett übernahm er am 6. September 1967 zudem von Jorge Vásquez Salas den Posten als Außenminister (Ministro de Relaciones Exteriores) und bekleidete diesen bis zum 17. September 1967, woraufhin ebenfalls Raúl Ferrero Rebagliati ihn ablöste. Für seine Verdienste wurde ihm das Großkreuz des Orden El Sol del Perú verliehen. Nachdem er als Premierminister entlassen wurde und zum Kandidaten der AP für die für Juni 1969 vorgesehenen Präsidentschaftswahlen nominiert worden war, brach er öffentlich mit Staatspräsident Belaúnde Terry.
Nach dem Militärputsch am 3. Oktober 1968 unter General Juan Velasco Alvarado und der darauf folgenden zwölfjährigen Militärdiktatur zog sich Edgardo Seoane Corrales aus dem politischen Leben zurück. Er wurde daraufhin Vorstandsvorsitzender der Landwirtschaftsbank (Banco Agrario del Perú) und unterstützte als solcher die von Velasco eingeleitete Landreform in Peru. Daneben war er am 29. September 1976 einer der Unterzeichner des Peruanisch-US-amerikanischen-Entwicklungsabkommens über landwirtschaftliche Genossenschaftsverbände. Er wurde nach seinem Tode auf dem Cementerio Presbítero Maestro beigesetzt.

## Veröffentlichungen
- Surcos de paz, 1963
- El ejemplo mexicano, 1967
- Ni tiranos ni caudillos. Cartas y hechos del proceso, 1968

## Hintergrundliteratur
- Presente. Revista semanal Peruana, Ausgaben 91–100, 1963 (Onlineversion)